# Dixeia charina
Dixeia charina is een vlindersoort uit de familie van de Pieridae (witjes), onderfamilie Pierinae.
Dixeia charina werd in 1836 beschreven door Boisduval.